# Вибори столиці Олімпійських ігор 2016
13 вересня 2007 року сім міст подали заявки на участь у виборах столиці літніх Олімпійських та Паралімпійських ігор 2016. 14 вересня Міжнародний олімпійський комітет (МОК) визнав усі ці міста заявниками. 4 червня 2008 року виконавча рада МОК відібрала четвірку найсильніших міст-кандидатів. Цими містами стали Чикаго, Мадрид, Ріо-де-Жанейро і Токіо; рішення були прийняті в ході зустрічі в Афінах (Греція). 
МОК визначив чотири міста-кандидати після детального вивчення портфелів заявників, які надійшли в робочу групу МОК 14 січня 2008 року. 11 лютого 2009 року ці чотири міста подали в МОК портфелі кандидатів. Оцінювальна комісія МОК проаналізувала їх і здійснила виїзні перевірки в Чикаго (квітень 4-7, 2009), Токіо (16-19 квітня 2009), Ріо-де-Жанейро (27 квітня–2 травня 2009) і Мадриді (Травень 5-8, 2009). Під керівництвом Наваль Ель Мутавакель Оцінкова комісія випустила свій звіт 2 вересня 2009 року, за один місяць до виборів.
2 жовтня 2009 року в Копенгагені (Данія), у присутності голів держав з усіх чотирьох міст-кандидатів, відбулася 121-ша сесія МОК. Презентацію в Белла-Центрі розпочав Чикаго. За ним йшли Токіо, Ріо-де-Жанейро і Мадрид. У цих презентаціях взяли участь кілька знаменитостей, таких як король Іспанії, Опра Вінфрі і Пеле. Перед голосуванням свою доповідь перед учасникам сесії представила Оцінювальна комісія МОК. Голосування відбулося за три раунди вичерпного виборчого процесу. Чикаго вибув у першому раунді, за ним така ж доля спіткала Токіо.
Ріо-де-Жанейро переміг Мадрид у останньому турі, 66 голосів проти 32, здобувши право на проведення літніх Олімпійських ігор і Паралімпійських ігор 2016. Бразилія стане першою португаломовною країною і Ріо-де-Жанейро — першим містом у Південній Америці, яке прийматиме літні Олімпійські ігри. Офіційну заяву про перемогу Ріо-де-Жанейро на широко трансльованій церемонії зробив Жак Рогге, президент МОК. Змагання за право приймати ігри, які вважають одними з найупертіших в історії, були затьмарені низкою скандалів, таких як шпигунство, расизм і опозиційні рухи.
Із шести міст, які не змогли вибороти проведення Олімпійських ігор 2016, чотири подали заявку на право приймати Олімпіаду 2020. Баку, Доха, Мадрид і Токіо були офіційними заявниками. Із них Мадрид і Токіо стали кандидатами і зрештою переміг Токіо.

## Процес виборів
Процес вибору олімпійської столиці починається з того, що Національний олімпійський комітет (НОК) подає заявку свого міста в Міжнародний олімпійський комітет (МОК), і закінчується обранням столиці членами МОК під час чергової сесії. Процес регулюється Олімпійською хартією, як зазначено в главі 5, правилі 34.
Починаючи з 1999 року процес складається з двох етапів. Під час першої фази, яка починається відразу після закінчення терміну подання заявок, «міста-заявники» зобов'язані відповісти на низку запитань, що охоплюють теми, важливі для успіху організації ігор. Ця інформація дозволяє МОК аналізувати можливості майбутніх організаторів, сильні і слабкі сторони їхніх планів. Після детального вивчення поданих анкет і подальших доповідей, Виконавча рада МОК вибирає міста, які беруть участь у наступному етапі. Другий етап є справжньою кандидатською стадією: міста, заявки яких прийняті (далі їх називають «міста-кандидати»), зобов'язані подати другу анкету у вигляді розширеного, детальнішого кандидатського портфеля. Ці портфелі уважно вивчає Оцінювальна комісія МОК, яка складається з членів МОК, представників міжнародних спортивних федерацій, НОК, спортсменів, Міжнародного Паралімпійського Комітету та міжнародних експертів у різних галузях. Члени оцінювальної комісії потім роблять чотириденний огляд кожного з міст-кандидатів, де вони перевіряють запропоновані спортивні споруди і резюмують щодо деталей у кандидатських портфелях. Оцінювальна комісія описує результати своєї перевірки у звіті, який вона надсилає членам МОК за місяць до сесії МОК.
Сесія МОК, на якій обирають місто-організатор, відбувається в країні, яка не подавала заявку на право бути господарем Олімпіади. Вибори проводять активні члени МОК (за винятком почесних і шанованих членів), що прибули на сесію, кожен з яких має один голос. Учасники з країн, місто яких бере участь у виборах, не голосують допоки місто ще не вибуло. Голосування відбувається в кілька раундів, поки одна із заявок не набирає абсолютної більшості голосів; якщо цього не відбувається в першому турі, то заявка з найменшою кількістю голосів вибуває, і голосування повторюється. У разі рівності очок за найменшу кількість голосів, проводиться спеціальний тур голосування із якого переможець виходить до наступного раунду. Після оголошення міста-господаря делегація цього міста підписує «договір міста-господаря» з МОК, який делегує обов'язки організатора ігор місту і відповідному НОК.

### Оцінювання

Заявка Праги

Заявка Баку

Заявка Дохи

#### Етап подання заявок

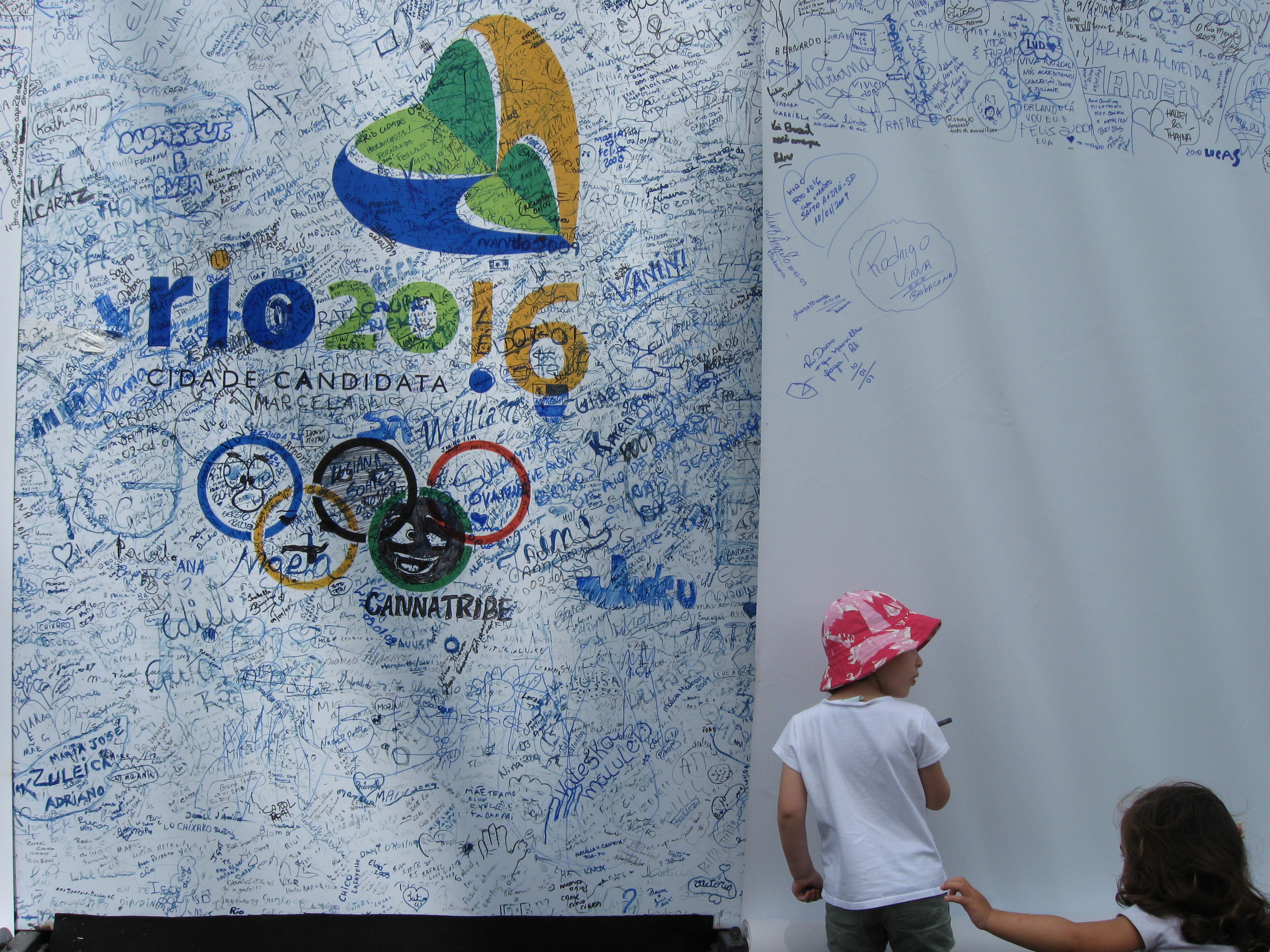
Маленька дівчинка ставить свій підпис у підтримку кандидатури Ріо-де-Жанейро на проведення Олімпійських ігор 2016 року (січень 2009 року)

Крайнім терміном подання заявок на літні Олімпійські ігри 2016 року було 13 вересня 2007 року. Сім міст, які подали заявки до цієї дати, також повинні були до 14 січня 2008 здати анкети першого етапу. На основі аналізу анкет МОК дав середньозважений бал для кожного міста на основі балів, які він поставив кожному місту з одинадцятьох тем: державна і громадська підтримка, загальна інфраструктура, спортивні об'єкти, Олімпійське село, умови довкілля і дія на нього, проживання, транспорт, безпека, досвід минулих спортивних змагань, фінанси і спадщина. Якщо середній бал перевищував 6, то місто вважалося добре підготовленим до проведення ігор; в іншому разі його шанси були дуже малі. 4 червня 2008 року МОК оголосив міста, які стали кандидатами: чотири з п'яти найрейтинговіших претендентів вийшли в наступний етап як офіційні міста-кандидати. Як зазначено, МОК надав їм право використовувати Олімпійські кільця на своїй кандидатській емблемі, разом з ярликом ідентифікації кожного як міста-кандидата. Міжнародний олімпійський комітет пішов проти прецеденту, коли вибрав Ріо-де-Жанейро перед Дохою — містом, яке набрало більший бал, але вибуло з числа претендентів. Недоліками Дохи були невелике населення, відсутність зручностей і строки проведення за межами бажаного вікна МОК.

Робоча група розділила Звіт про оцінку на одинадцять докладних тем і зважень: Урядова підтримка, юридичні питання та громадська думка (2); загальна інфраструктура (5); спортивні комплекси (4); Олімпійське(і) село(а) (3); умови довкілля і вплив на нього (2); проживання (5); транспортна концепція (3); безпека і охорона (3); досвід минулих спортивних подій (2); фінанси (3); загальний проект і спадщина (3). Зваження, які коливалися від 1 до 5 балів (де 5 — найвищий), були віднесені робочою групою до кожного з критеріїв, що віддзеркалюють рівень інформації, яку подало місто-заявник на цьому етапі проведення виборів, і потенціал за 7 років досягнути рівня, необхідного для організації Олімпійських Ігор. Робоча група поставила позначку 6 (за шкалою від 0 до 10) як мінімальний необхідний рівень. Ця позначка стосувалася загальної оцінки і оцінки кожної з 11 тем. При виставленні оцінки робоча група дивилась на такі критерії як: якість, кількість, місце, концепція тощо.
| Критерії                                                | Вага             | Баку | Баку | Чикаго | Чикаго | Доха | Доха | Мадрид | Мадрид | Прага | Прага | Ріо-де-Жанейро | Ріо-де-Жанейро | Токіо | Токіо |
| Критерії                                                | Вага             | AZE  | AZE  | USA    | USA    | QAT  | QAT  | ESP    | ESP    | CZE   | CZE   | BRA            | BRA            | JPN   | JPN   |
| Критерії                                                | Вага             | Min  | Max  | Min    | Max    | Min  | Max  | Min    | Max    | Min   | Max   | Min            | Max            | Min   | Max   |
| ------------------------------------------------------- | ---------------- | ---- | ---- | ------ | ------ | ---- | ---- | ------ | ------ | ----- | ----- | -------------- | -------------- | ----- | ----- |
| Проживання                                              | 5                | 2.6  | 4.8  | 9.4    | 9.8    | 5.5  | 7.7  | 7.8    | 8.8    | 5.1   | 5.8   | 5.5            | 6.4            | 9.6   | 10.0  |
| Умови довкілля і вплив на нього                         | 2                | 4.2  | 6.0  | 6.0    | 8.0    | 6.4  | 8.2  | 7.4    | 8.8    | 5.4   | 7.4   | 5.6            | 7.6            | 7.6   | 8.8   |
| Досвід минулих спортивних змагань                       | 2                | 3.8  | 6.4  | 5.4    | 8.0    | 6.0  | 7.6  | 7.2    | 8.2    | 4.4   | 6.4   | 6.6            | 7.9            | 6.0   | 8.0   |
| Фінанси                                                 | 3                | 4.8  | 6.4  | 6.5    | 8.0    | 6.7  | 8.6  | 6.5    | 8.5    | 4.8   | 6.7   | 6.0            | 7.7            | 7.0   | 8.5   |
| Загальна інфраструктура                                 | 5                | 3.8  | 5.6  | 5.5    | 7.4    | 5.5  | 7.5  | 7.9    | 8.9    | 4.2   | 6.0   | 5.3            | 7.2            | 7.6   | 8.9   |
| Урядова підтримка, юридичні питання та громадська думка | 3                | 5.7  | 7.4  | 6.2    | 7.9    | 7.0  | 8.7  | 7.5    | 9.0    | 4.3   | 6.7   | 7.3            | 8.8            | 7.0   | 8.5   |
| Олімпійське(і) село(а)                                  | 3                | 6.8  | 8.1  | 7.0    | 8.6    | 6.9  | 8.6  | 7.4    | 8.7    | 4.9   | 7.2   | 6.0            | 7.7            | 7.5   | 8.9   |
| Загальний проект і спадщина                             | 3                | 3.0  | 5.0  | 5.0    | 8.0    | 5.0  | 7.0  | 8.0    | 9.0    | 4.0   | 5.0   | 5.5            | 8.0            | 7.0   | 9.0   |
| Безпека і охорона                                       | 3                | 4.4  | 5.8  | 7.1    | 8.2    | 5.5  | 7.1  | 7.1    | 7.9    | 4.4   | 6.1   | 4.6            | 7.0            | 7.9   | 9.0   |
| Спортивні комплекси                                     | 4                | 3.2  | 5.6  | 5.8    | 7.2    | 6.8  | 8.2  | 7.9    | 8.8    | 5.0   | 6.3   | 5.8            | 7.4            | 6.9   | 8.7   |
| Транспортна концепція                                   | 3                | 6.0  | 8.5  | 5.3    | 7.8    | 6.5  | 8.3  | 8.0    | 9.0    | 4.8   | 7.0   | 5.5            | 7.5            | 7.5   | 8.5   |
| Загальне зважене                                        | Загальне зважене | 4.3  | 4.3  | 7.0    | 7.0    | 6.9  | 6.9  | 8.1    | 8.1    | 5.3   | 5.3   | 6.4            | 6.4            | 8.3   | 8.3   |

#### Етап кандидатур
Наваль Ель Мутавакель з Марокко очолювала оцінювальну комісію. Вона також була головою оцінювальної комісії під час виборів столиці літніх Олімпійських ігор 2012. До її складу також входили Виконавчий директор Олімпійських ігор Жільбер Феллі, член МОК Чінг-Куо Ву з Китайського Тайбея, член МОК Крейг Ріді з Великої Британії, член МОК Ґі Дрю з Франції, член МОК Мунір Сабет з Єгипту, член МОК і представник Комісії спортсменів Олександр Попов з Росії, член МОК і представник ASOIF Елс ван Бреда Врісман з Нідерландів і представник IPC Грегорі Гартунг з Австралії.
У другому кварталі 2009 року комісія здійснила виїзні перевірки. З 2 по 8 квітня — Чикаго, з 14 по 20 квітня — Токіо, з 27 квітня по 3 травня — Ріо-де-Жанейро, з 4 по 9 травня — Мадрид. На відміну від минулих років тривалість візитів комісії збільшилася з чотирьох днів до семи. Вони випустили комплексну технічну оцінки для членів МОК за місяць до виборів у жовтні 2009 року.

### Вибори
На 121-й сесії МОК у Копенгагені 2 жовтня 2009 року відбулося остаточне голосування. Три тури пройшли протягом 15-хвилинного періоду, і хоча результати перших двох турів було оголошено одразу, результат третього туру оголосили лише через годину. Результати подано в таблиці знизу:

### Результати голосування
| Місто                                                 | Місто                     | НОК            | 1-й раунд | 1-й раунд | 2-й раунд | 2-й раунд | 3-й раунд | 3-й раунд | Члени НОК, що не голосували                                          | Члени НОК, що не голосували                                                         |
| ----------------------------------------------------- | ------------------------- | -------------- | --------- | --------- | --------- | --------- | --------- | --------- | -------------------------------------------------------------------- | ----------------------------------------------------------------------------------- |
| Ріо-де-Жанейро                                        | Ріо-де-Жанейро            | Бразилія (COB) | 26        | 26        | 46        | 46        | 66        | 66        | Члени від країн, міста яких є претендентами (7)                      | Інші члени МОК (4)                                                                  |
| Мадрид                                                | Мадрид                    | Іспанія (COE)  | 28        | 28        | 29        | 29        | 32        | 32        | Члени від країн, міста яких є претендентами (7)                      | Інші члени МОК (4)                                                                  |
| Токіо                                                 | Токіо                     | Японія (JOC)   | 22        | 22        | 20        | 20        | —         | —         | - Дефрантц - Істон - Іґая - Окано - Авеланж - Нузман - Самаранч мол. | - Рогге (президент МОК) - Лі (позбавлений) - Діалло (відсутній) - Койву (відсутній) |
| Чикаго                                                | Чикаго                    | США (USOC)     | 18        | 18        | —         | —         | —         | —         | - Дефрантц - Істон - Іґая - Окано - Авеланж - Нузман - Самаранч мол. | - Рогге (президент МОК) - Лі (позбавлений) - Діалло (відсутній) - Койву (відсутній) |
| Місце                                                 | Деталі голосування        |                |           |           |           |           |           |           | - Дефрантц - Істон - Іґая - Окано - Авеланж - Нузман - Самаранч мол. | - Рогге (президент МОК) - Лі (позбавлений) - Діалло (відсутній) - Койву (відсутній) |
| Белла-Центр 121-ша сесія МОК 2 жовтня 2009 Копенгаген | Члени з правом голосувати | 95             | 95        | 97        | 97        | 99        | 99        |           | - Дефрантц - Істон - Іґая - Окано - Авеланж - Нузман - Самаранч мол. | - Рогге (президент МОК) - Лі (позбавлений) - Діалло (відсутній) - Койву (відсутній) |
| Белла-Центр 121-ша сесія МОК 2 жовтня 2009 Копенгаген | Учасники                  | 94             | 94        | 96        | 96        | 98        | 98        |           | - Дефрантц - Істон - Іґая - Окано - Авеланж - Нузман - Самаранч мол. | - Рогге (президент МОК) - Лі (позбавлений) - Діалло (відсутній) - Койву (відсутній) |
| Белла-Центр 121-ша сесія МОК 2 жовтня 2009 Копенгаген | Утрималися                | 0              | 0         | 1         | 1         | 0         | 0         |           | - Дефрантц - Істон - Іґая - Окано - Авеланж - Нузман - Самаранч мол. | - Рогге (президент МОК) - Лі (позбавлений) - Діалло (відсутній) - Койву (відсутній) |
| Белла-Центр 121-ша сесія МОК 2 жовтня 2009 Копенгаген | Дійсні бюлетені           | 94             | 94        | 95        | 95        | 98        | 98        |           | - Дефрантц - Істон - Іґая - Окано - Авеланж - Нузман - Самаранч мол. | - Рогге (президент МОК) - Лі (позбавлений) - Діалло (відсутній) - Койву (відсутній) |